# Jean-Claude Salvi
Jean-Claude Salvi (Differdange, 1957) is een Luxemburgs beeldhouwer, kunstschilder, fotograaf,  en onderwijzer.

## Leven en werk
Salvi bezocht het Lycée de garçons d'Esch-sur-Alzette en behaalde in 1991 zijn master beeldende kunst en kunstwetenschappen aan de Universiteit Parijs 1 Panthéon-Sorbonne in Parijs. Hij werd docent artistieke vorming aan het Athénée de Luxembourg (1995) en artistiek adviseur bij Art Vivant in Differdange (1998).
De kunstenaar focust in zijn foto's en installaties op de consumptiemaatschappij en decadentie. Op de salon van de Cercle Artistique de Luxembourg (CAL) presenteerde hij in 2011 samen met fotografe Véronique Kolber de installatie Meat me, waarvoor hij een buste als zelfportret maakte van met vleeslijm gereconstrueerd rundvlees, onder het motto 'Ik ben wat ik eet'. Het proces werd door Kolber vastgelegd. Een jaar later werd Salvi lid en bestuurslid van de CAL. Samen met Bettina Scholl-Sabbatini vertegenwoordigde hij Luxemburg op de internationale tournee van de kunstenaarsboekententoonstelling Voix du Silence in 2015. Salvi neemt deel aan exposities in binnen- en buitenland en had hij duo-exposities met onder anderen Thierry Lutz in galerie Schlassgoart in Esch-sur-Alzette (2021), met fotograaf Laurent Henn tijdens de KonschTour in Vianden (2022) en met zijn zoon -eveneens kunstenaar- Gauthier Salvi in het Schëfflenger Konschthaus (2024).